# Paramyro parapicus
Paramyro parapicus là một loài nhện trong họ Agelenidae.
Loài này thuộc chi Paramyro. Paramyro parapicus được miêu tả năm 1973 bởi Raymond Robert Forster & Wilton.